# مونوفلورید آلومینیوم
مونوفلورید آلومینیوم (به انگلیسی: Aluminium monofluoride) با فرمول شیمیایی AlF یک ترکیب شیمیایی است. که جرم مولی آن ۴۵٫۹۸ g/mol می‌باشد. 